# Сеза (приток Обокши)
Сеза — река в России, протекает в Холмогорском районе Архангельской области. Длина реки составляет 39 км.
Начинается из крупного озера Сезо, лежащего на высоте 37,5 метров над уровнем моря. Течёт по болотам в юго-восточном направлении до озера Катозеро, затем поворачивает на юг. Далее протекает по сосново-еловому лесу. Ширина реки у озера Мурги — 6 метров, глубина — 1,4 метра. Устье реки находится в 30 км по левому берегу реки Обокша на территории лесоучастка Обокша.
Основные притоки — Боровая (лв), Вилозерка (пр), Охотчая (лв).

## Данные водного реестра
По данным государственного водного реестра России относится к Двинско-Печорскому бассейновому округу, водохозяйственный участок реки — Северная Двина от впадения реки Вага и до устья, без реки Пинега, речной подбассейн реки — Северная Двина ниже места слияния Вычегды и Малой Северной Двины. Речной бассейн реки — Северная Двина.
Код объекта в государственном водном реестре — 03020300412103000034581.